# أكاديميا.إدو
أكاديمية.إدو هو موقع ويب للتواصل الاجتماعي التجاري للأكاديميين من أمريكا. يسمح موقع الويب لمستخدميه بإنشاء ملف تعريف وتحميل أعمالهم وتحديد مجالات اهتمامهم. ثم يمكن للمستخدم تصفح شبكات الأشخاص الذين لديهم اهتمامات مماثلة. صرحت أكاديمية اعتبارًا من أكتوبر 2019، أنه لديها ما يزيد قليلاً عن 99 مليون مستخدم. على الرغم من أن أكاديمية ليس أرشيفا مفتوحًا في حد ذاته، إلا أنه يمكن استخدام النظام من قبل الباحثين لمشاركة الأوراق ومراقبة قرائتها وتأثيرات الورق كما تم قياسها بواسطة مقاييس أكاديمية الخاصة، وكذلك يتاح للمستخدمين متابعة العلماء أو البحث في مجالات محددة.